# Ricoveri virtuali e sexy solitudini
Ricoveri virtuali e sexy solitudini è l'ottavo album dei Marlene Kuntz, pubblicato il 23 novembre 2010 dall'etichetta discografica Sony.

## Il disco
Il disco è stato registrato presso la Scuola di Alto Perfezionamento Musicale di Saluzzo (provincia di Cuneo), prodotto e mixato dal dj e produttore scozzese Howie B, che già aveva partecipato al progetto Beautiful con la band poco tempo prima. La parte visiva è affidata ai milanesi Masbedo (Niccolò Masazza e Jacopo Bedoni), che realizzano delle riprese in Islanda montate in 4 video e poi in un cortometraggio.
L'album è anticipato dal singolo Paolo anima salva, in rotazione radiofonica dal 22 ottobre 2010.
Il tour di promozione, chiamato Ricoveri virtuali e sexy solitudini, parte l'11 febbraio 2011 e dura otto mesi.

## Tracce
1. Ricovero virtuale – 5:08
2. Paolo anima salva – 3:41
3. Orizzonti – 3:29
4. Io e me – 4:03
5. Vivo – 4:11
6. Oasi – 3:23
7. Un piacere speciale – 3:52
8. L'artista – 6:27
9. Pornorima – 5:00
10. L'idiota – 3:57
11. Scatti – 3:39

- bonus edizione iTunes: 12. Fumo negli occhi (instrumental) – 4:33

## Formazione
- Cristiano Godano - voce, chitarra, cori
- Riccardo Tesio - chitarra
- Luca Bergia - batteria, percussioni
- Luca Saporiti - basso
- Davide Arneodo  - violino, pianoforte, tastiere

## Classifiche
| Classifica (2010) | Posizione massima |
| ----------------- | ----------------- |
| Italia            | 18                |